# Уругвай на летних Олимпийских играх 1936
Уругвай принимал участие в Летних Олимпийских играх 1936 года в Берлине (Германия) в четвёртый раз за свою историю, но не завоевал ни одной медали.

## Результаты соревнований

### Академическая гребля
Соревнования в академической гребле на Играх 1936 года проходили с 11 по 14 августа. В следующий раунд из каждого заезда проходили несколько лучших экипажей (в зависимости от раунда и дисциплины). В финал выходили 6 сильнейших экипажей.
Мужчины
| Соревнование | Спортсмены                      | Предварительный заезд | Предварительный заезд | Предварительный заезд | Отборочный заезд | Отборочный заезд | Отборочный заезд | Полуфинал            | Полуфинал            | Полуфинал            | Финал                 | Финал                 |
| Соревнование | Спортсмены                      | Заезд                 | Время                 | Место                 | Заезд            | Время            | Место            | Заезд                | Время                | Место                | Время                 | Место                 |
| ------------ | ------------------------------- | --------------------- | --------------------- | --------------------- | ---------------- | ---------------- | ---------------- | -------------------- | -------------------- | -------------------- | --------------------- | --------------------- |
| одиночки     | Аркимедос Хуанико               | 4                     | 7:39,6                | 4                     | 4                | 7:52,4           | 4                | завершил выступление | завершил выступление | завершил выступление | завершил выступление  | завершил выступление  |
| двойки       | Бальдомиро Бенке Габриэль Бенке | 2                     | 7:42,1                | 3                     | 2                | 9:00,8           | 2                | не проводится        | не проводится        | не проводится        | завершили выступление | завершили выступление |

### Фехтование
Мужчины
Индивидуальная сабля
Первый раунд (группа 1)
|   | Спортсмен                | И | В | П | УН | УП | +/- | Очки |
| - | ------------------------ | - | - | - | -- | -- | --- | ---- |
| 1 | Аладар Геревич (HUN)     | 7 | 6 | 0 | 30 | 9  | +21 | 12   |
| 2 | Марсель Фор (FRA)        | 7 | 5 | 1 | 28 | 14 | +14 | 10   |
| 3 | Владислав Сегда (POL)    | 7 | 5 | 2 | 31 | 22 | +9  | 10   |
| 4 | Робин Брук (GBR)         | 7 | 4 | 3 | 26 | 24 | +2  | 8    |
| 5 | Кармело Бентанкур (URU)  | 7 | 4 | 3 | 28 | 28 | +0  | 8    |
| 6 | Хосе Мануэль Брюне (ARG) | 7 | 1 | 6 | 20 | 33 | −13 | 2    |
| 7 | Менеалос Псарракис (GRE) | 7 | 1 | 6 | 17 | 33 | −16 | 2    |
| 8 | Георг Хейварт (BEL)      | 7 | 1 | 6 | 19 | 34 | −15 | 2    |

 Кармело Бентанкур (URU) —  Аладар Геревич (HUN) П 2:5

 Кармело Бентанкур (URU) —  Марсель Фор (FRA) П 2:5 

 Кармело Бентанкур (URU) —  Робин Брук (GBR) П 4:5 

 Кармело Бентанкур (URU) —  Владислав Сегда (POL) В 5:3

 Кармело Бентанкур (URU) —  Хосе Мануэль Брюне (ARG) В 5:4 

 Кармело Бентанкур (URU) —  Менеалос Псарракис (GRE) В 5:3

 Кармело Бентанкур (URU) —  Георг Хейварт (BEL) В 5:3

Мужчины
| Соревнование    | Спортсмены                                                                              | Первый раунд            | Первый раунд             | Четвертьфинал      | Четвертьфинал      | Полуфинал             | Финал                 | Место                 |
| Соревнование    | Спортсмены                                                                              | Соперник Результат      | Соперник Результат       | Соперник Результат | Соперник Результат | Соперник Результат    | Соперник Результат    | Место                 |
| --------------- | --------------------------------------------------------------------------------------- | ----------------------- | ------------------------ | ------------------ | ------------------ | --------------------- | --------------------- | --------------------- |
| Командная сабля | Кармело Бентанкур Хосе Хулиан де ла Фуенте Ильдемаро Листа Парис Родригес Хорхе Роландо | Румыния · В 8:8 (60:57) | Германия · не проводился | Австрия · П 5:11   | Венгрия · П 2:14   | Завершили выступление | Завершили выступление | Завершили выступление |